# Profissão Mulher
Profissão Mulher é um filme brasileiro de 1982 dirigido por Cláudio Cunha.

## Sinopse
O filme envolve a história das modelos Sandra (Wilma Dias) e Luiza (Simone Carvalho), a diretora de criação Natália (Patrícia Scalvi) e a secretária Vera (Lady Francisco) numa agência de propaganda, com histórias que se entrelaçam e se sucedem.

## Elenco[3]
- Otávio Augusto
- Mário Cardoso
- Simone Carvalho ... Luiza
- Wilma Dias	... Sandra
- Maurício do Valle
- Celso Faria
- Lady Francisco ... Vera
- Marlene
- Cláudio Marzo
- Fábio Mássimo
- Márcia Porto
- Fernando Reski
- Fábio Sabag
- Patrícia Scalvi ... Natália